# 杜安 (厄尔省)
杜安（法語：Douains，法語發音：[dwɛ̃]）是法国厄尔省的一个市镇，属于莱桑德利区。

## 地理
杜安（49°2'25"N, 1°25'44"E）面积11.27 平方千米，位于法国诺曼底大区厄尔省，该省份为法国北部内陆省份，北起滨海塞纳省，西接奧恩省和卡爾瓦多斯省，南至厄尔-卢瓦省，东临瓦兹省、瓦兹河谷省和伊夫林省。
与杜安接壤的市镇（或旧市镇、城区）包括：谢涅、拉厄尼耶尔、梅尼耶、厄尔河畔帕西、布拉吕。

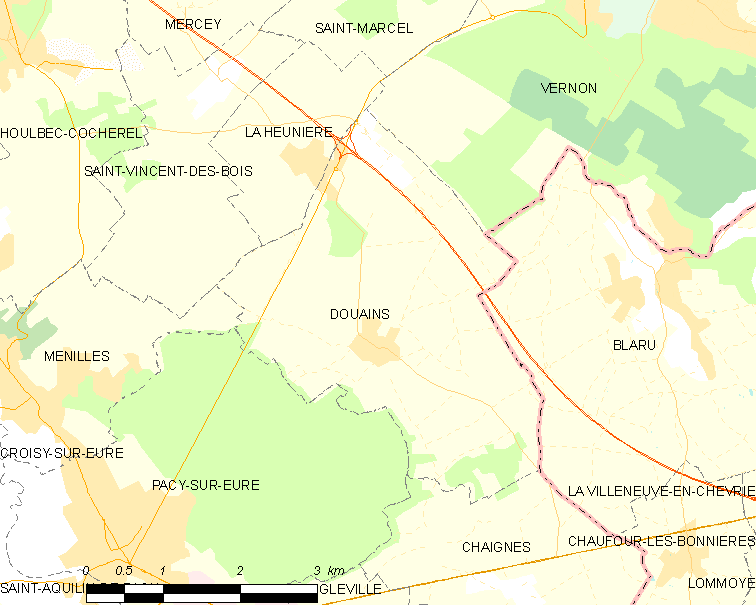
的OSM定位图

杜安的时区为UTC+01:00、UTC+02:00（夏令时）。

## 行政
杜安的邮政编码为27120，INSEE市镇编码为27203。

## 政治
杜安所属的省级选区为厄尔河畔帕西县。

## 人口

1962-2008年间人口变化图示

杜安于2022年1月1日时的人口数量为456人。